# Королевство Леон
Короле́вство Лео́н (исп. Reino de León) — средневековое королевство в северо-западной части Пиренейского полуострова.

## История

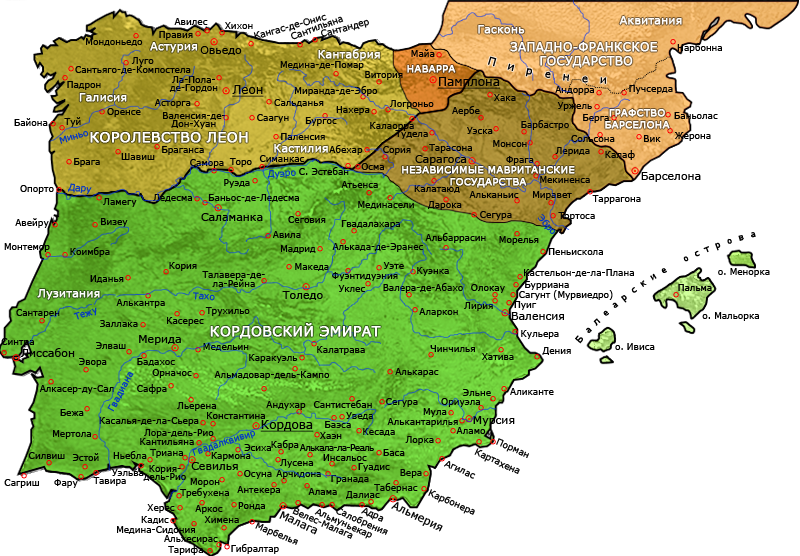
Пиренейский полуостров в 910 году.

Королевство было образовано в 910 году после раздела королевства Астурия между сыновьями короля Альфонсо III. Старший сын Гарсия получил Леон, второй сын Ордоньо — Галисию, а младший Фруэла — собственно Астурию.
В 914 году, после смерти Гарсии, королевство Леон перешло к его среднему брату Ордоньо II, который чтобы заручиться поддержкой своего младшего брата, короля Астурии Фруэлы II, передал ему некоторые земли Леона. Столицей своего королевства Ордоньо II сделал город Леон. В 924 год он умер и правителем на его землях стал Фруэла II, который через год также умер. Тем не менее Леон, Астурия и Галисия вновь были объединены. Столица объединённого государства была перенесена из Овьедо в Леон, а само государство получило название Королевство Леон и Астурия.
После смерти Фруэлы II в 925 году королём стал его сын Альфонсо Фройлас. Однако сыновья Ордоньо II – Санчо, Альфонсо и Рамиро – в этом же году подняли мятеж против нового короля, мотивируя свои права на престол тем, что их двоюродный брат узурпировал трон. Опираясь на поддержку галисийского дворянства, на представительницах знатных семейств которого были женаты Санчо и Рамиро, и духовенства (особенно епископа Сантьяго-де-Компостела Херменгильда), а также на помощь короля Наварры Санчо I Гарсеса, братьям удалось вытеснить Альфонсо Фройласа из Леона, а в 926 году и из Галисии. После отказа старшего брата Санчо I Ордоньеса занять престол Леона, королём здесь был провозглашён Альфонс под именем Альфонса IV, а Санчо занял престол Галисии. Рамиро же получил графство Визеу.
В 929 году, после смерти старшего брата, бездетного Санчо I Ордоньеса, Альфонс IV вновь соединил в своих руках власть над всеми владениями королевства. В 931 году, после смерти своей жены Онеки Санчес, Альфонс принял решение оставить престол. На сейме знати Королевства Леон, состоявшемся в Саморе, он уступил престол своему младшему брату Рамиро II и удалился в монастырь Саагун. Однако спустя год он неожиданно пожалел о своём решении, ушёл из монастыря и попытался, воспользовавшись отсутствием короля в столице, вновь вернуть себе трон. Его попытка окончилась неудачей: он был захвачен Рамиро II в Саморе и отправлен в монастырь Сан-Хулиан в Руифорко.

### Правление Рамиро II
С момента восшествия Рамиро II на престол в 931 году христианские государства севера Испании значительно активировали наступление на владения мусульман: в 932 году Рамиро II взял и разграбил Мадрид, а в 934 году вместе с графом Кастилии Фернаном Гонсалесом нанёс маврам серьёзное поражение при Осме. В 937 году король Леона вмешался во внутренние междоусобицы Кордовского халифата, поддержав восставшего против Абд ар-Рахмана III вали Сарагосы Мухаммада бен Хасима, которого халиф обвинил в поражении при Осме. Рамиро II выступил с войском к Сарагосе, разбил отряды врагов Мухаммада бен Хасима и взял с него клятву верности.
В ответ на действия короля Леона халиф Кордовы в 939 году организовал большой поход против христиан. Численность войска мавров достигала 100 000 воинов. Абд ар-Рахман III лично принял участие в походе. На правом берегу реки Дуэро мавры взяли и разрушили христианские крепости Ольмедо, Искар и Алкасарен и в начале августа разбили лагерь около Симанкаса. Сюда же подошло и леоно-кастильское войско во главе с королём Рамиро II и графом Кастилии Фернаном Гонсалесом, к которому присоединились отряды графа Монсона Ансура Фернандеса и короля Наварры Гарсии I Санчеса. 6 августа 939 года началось знаменитое сражение при Симанкасе. Бои продолжались несколько дней. В результате войску христиан удалось нанести удар в тыл войска мавров. Мусульмане обратились в бегство. Сам Абд ар-Рахман III возвратился в Кордову только с 49-ю приближёнными. 21 августа христианам при Аландеге удалось нанести отступающим маврам ещё одно поражение. Число мавров, погибших при Симанкасе и Аландеге, превысило 50 000. Была захвачена огромная добыча, в том числе доспехи самого халифа. В последующие годы война с маврами продолжалась с переменным успехом. В 940 году Фернан Гонсалес совершил поход против Таламанки, но был разбит, а в ответ мавры совершили поход на Клунию и Пеньяфьель. Поддерживая своего союзника, короля Наварры Гарсию I Санчеса, Рамиро II в 942 году направил Фернана Гонсалеса против Туделы, но граф Кастилии 5 апреля потерпел поражение от местного вали ал-Туйиба, а в августе мавры сами совершили набег на Кастилию.
Несмотря на то, что набеги мавров на приграничные районы Королевства Леон и Кастилии продолжались, сражение при Симанкасе ослабили силы Кордовского халифата и мусульмане в ближайшие годы уже не смогли организовывать столь масштабные вторжения как ранее. Это позволило христианам начать заселение пустующих земель вдоль границы с владениями мавров и в течение нескольких лет взять под свой контроль обширные области к югу от реки Дуэро, заполняя вновь занятые земли многочисленными замками. Между тем заселение новых земель и, следовательно, расширение владений, привели к конфликтам между сеньорами, которые были заняты колонизацией. Особенно ситуация обострилась в 943 году, когда король Рамиро II разрешил графу Монсона Ансуру Фернандесу заселить Пеньяфьель и близлежащие местности. Это заселение ограничивало возможность продвижения на юг владений графа Кастилии Фернана Гонсалеса. В такой же ситуации оказался и граф Сальдании и Карриона Диего Муньос. Они оба были настолько оскорблены действиями короля, что в 944 году начали готовить против него мятеж. Однако Рамиро II узнал о заговоре, схватил обоих сеньоров, взял под стражу и в оковах отправил Фернана Гонсалеса в Леон, а Диего Муньоса в Гордо́н. В 945 году, после примирения между королём Рамиро II и графом Кастилии Фернаном Гонсалесом, между старшим сыном короля Ордоньо и дочерью графа, Урракой Фернандес, был заключён брак.

### Правление Ордоньо III
5 января 951 года король Рамиро II отрёкся от престола и через несколько дней умер, его старший сын стал новым королём Леона под именем Ордоньо III. Ещё до своего вступления на престол у Ордоньо сложились натянутые отношения со своим сводным братом Санчо. После того как Ордоньо III стал королём, Санчо потребовал от него части отцовского наследства, но получил отказ. После этого Санчо стал искать союзников, с помощью которых он смог бы свергнуть своего брата с престола. О своей поддержке Санчо сразу же объявил его дядя по матери, король Наварры Гарсия I Санчес, руководимый своею матерью, бабкой Санчо, Тодой Аснарес. Мятеж Санчо начался уже в 1-й год правления Ордоньо III, а в 952 году к мятежникам неожиданно присоединился граф Фернан Гонсалес, до этого бывший, благодаря браку своей дочери с Ордоньо III, одним из самых приближённых к королю лиц. Участие графа Кастилии в мятеже вызвало такой сильный гнев Ордоньо III, что он изгнал от двора свою супругу, Урраку, и сошёлся с Арагонтой Пелайес, дочерью знатного галисийского графа Пелайо Гонсалеса. В 953 году объединённое войско Гарсии I Наваррского и Фернана Гонсалеса Кастильского выступило в поход на Леон, но у Сан-Эстебан-де-Гормас было разбито Ордоньо III. После этого поражения союз мятежников распался: Фернан Гонсалес был вынужден принести присягу верности Ордоньо III и до самой смерти короля оставался к нему лоялен; король Гарсия I вернулся в Наварру. Туда же бежал и Санчо, который так и не примирился со своим братом, но больше не предпринимал попыток свергнуть его. Согласно некоторым свидетельствам, в последние годы жизни Ордоньо III вновь примирился со своей женой Урракой.
В то время, когда Ордоньо III был занят подавлением восстания своего брата, границы королевства подвергались постоянным нападениям мавров. За первые три года правления короля они совершили 5 успешных набегов, разорив многие селения и захватив богатую добычу. Особенно серьёзная обстановка сложилась в Галисии. К тому же ранее (в 951 году) побережье Галисии подверглось набегу флота викингов. Бездействие короля вызвало недовольство среди галисийской знати и в 955 году в этой части королевства вспыхнул мятеж. Ордоньо III принял незамедлительные меры для его подавления: лично выступил во главе войска в Галисию и казнями и конфискациями заставил мятежников (во главе которых был граф Химено Диас, родственник святого Росендо) покориться.
Из Галисии король неожиданно вторгся во владения мавров и в результате внезапного нападения захватил Лиссабон. Мусульманский гарнизон был перебит, город разграблен, после чего войско христиан с богатой добычей возвратилось в королевство Леон. Это поражение заставило Абд ар-Рахмана III искать мира с Ордоньо III. Ему удалось заключить перемирие, в которое был включён и граф Кастилии Фернан Гонсалес, который годом ранее потерпел от мавров поражение при Сан-Эстебан-де-Гормас.
Во второй половине 956 года король Ордоньо III неожиданно скончался в Саморе. Единственный сын Ордоньо III, Бермудо, был ещё ребёнком и возникали сомнения в его законнорождённости, поскольку он был рождён Арагонтой Пелайес. Поэтому новым королём Леона был провозглашён младший брат Ордоньо III Санчо I Толстый, незамедлительно прибывший из Наварры.

### Правление Санчо I Толстого
Вступив на престол, Санчо I тут же попытался принять меры к укреплению королевской власти и ограничению своевольства знати, но это только настроило против него знатных лиц королевства. Он также отказался от выполнения ряда условий мира, заключённого Ордоньо III с халифом Кордовы Абд ар-Рахманом III. Ответом халифа стало вторжение весной 957 года мусульманского войска во главе с Ахмадом ибн Йалы в Королевство Леон и разорение многих областей королевства, чему Санчо I не смог помешать. К тому же выяснилось, что, несмотря на благие намерения, Санчо I не имеет ни талантов к управлению, ни физических сил к войне. Король был молод, к тому же очень толстым, из-за чего он даже ходил с трудом, почти никогда не ездил верхом, а военными упражнениями вообще не занимался. Эти его недостатки стали поводом к проявлению многочисленных насмешек в адрес короля не только со стороны недовольной его политикой знати, но и со стороны простолюдинов. Вскоре авторитет Санчо I как монарха исчез и среди влиятельных лиц королевства стал складываться заговор, целью которого было свержение Санчо I Толстого с престола.
К весне 958 года заговор сформировался. Во главе мятежников встал граф Кастилии Фернан Гонсалес. Кандидатом на престол был выдвинут Ордоньо, сын короля Альфонса IV, в начале этого года женившийся на вдове короля Ордоньо III и дочери графа Урраке Фернандес. В марте о своей поддержке мятежа объявили магнаты Галисии. Санчо I, видя, что бо́льшая часть королевства поддерживает Ордоньо, выехал в Наварру, надеясь получить здесь помощь от своих родственников, короля Гарсии I Санчеса и королевы-матери Тоды. Тем временем Фернан Гонсалес разбил одного из последних сторонников короля Санчо I, графа Велу, который с нанятым им отрядом мавров попытался преградить Ордоньо дорогу к Леону. 3 августа Ордоньо въехал в столицу королевства и был здесь провозглашён королём под именем Ордоньо IV. Позднее в Сантьяго-де-Компостела состоялась его коронация. Новый король стал послушной марионеткой в руках Фернана Гонсалеса. Правя королевством исключительно в интересах графа Кастилии, Ордоньо IV вскоре поссорился почти со всеми своими вассалами. Особенно недовольна была его правлением знать Галисии.
Между тем Санчо I вместе с королём Наварры Гарсией I Санчесом и Тодой приехал в Кордову и заключил здесь договор с халифом Абд ар-Рахманом III. Согласно договору Санчо I получал от халифа Кордовы войско в обмен на передачу 10 христианских крепостей к югу от Дуэро. В начале 959 года Санчо I, которого в Кордове излечили от излишнего веса, вступил с войском мавров в Королевство Леон и взял Самору. Ордоньо IV сначала бежал в Астурию, а когда Санчо I взял в следующем году Овьедо — в Бургос. Одновременно в 960 году в восточные области Леона, всё ещё удерживаемые Фернаном Гонсалесом, вторглось войско наваррцев во главе с королём Гарсией I Санчесом. Войско графа Кастилии было разбито при Сируэньи. Сам он был захвачен в плен в церкви Сан-Андреас-де-Сируэния и доставлен к королю Наварры, который поместил его под стражу в крепости Клавихо (это первое документально подтверждённое сообщение о существовании этого города).
Ордоньо IV оставался в Бургосе до весны 961 года, опираясь на поддержку верных Фернану Гонсалесу кастильцев. Однако видя, что он не сможет только с помощью кастильского войска вернуть себе престол, Ордоньо IV оставил в Бургосе свою жену, Урраку Фернандес, и с несколькими приближёнными бежал в Кордову, где просил халифа Абд ар-Рахмана III оказать ему военную помощь. Абд ар-Рахман III пообещал содействовать Ордоньо, надеясь с его помощью быстрее добиться от короля Санчо I исполнения договора, но реальной помощи ему не оказал.
Как только Фернан Гонсалес узнал о бегстве его зятя к маврам, он сразу же выразил желание примириться с Санчо I, принёс ему клятву верности, сделал ряд территориальных уступок королю Наварры и был освобождён из-под стражи, хотя одним из условий соглашения между королём Леона и Абд ар-Рахманом III была выдача графа Кастилии халифу. Мир с Наваррой в 962 году был скреплён браком дочери графа Кастилии, Урраки Фернандес, и сына короля Гарсии I Санчо Абарки.
После того, как в 962 году Ордоньо IV умер в изгнании в Кордове, король Санчо I отказался выполнить условия соглашения о передаче маврам 10 пограничных крепостей. Надеясь, что новый халиф Кордовы, аль-Хакам II, будет не так активен в войне с христианами, как его предшественник, который умер 15 октября 961 года. Король Леона создал коалицию против мавров, в которую вошли все христианские государи севера Иберийского полуострова: сам Санчо I, граф Кастилии Фернан Гонсалес, король Наварры Гарсия I Санчес и графы Барселоны Боррель II и Миро. Однако ал-Хакам II в 963 году принял энергичные меры против союзников: лично возглавил войско и взял Сан-Эстебан-де-Гормас и Атьенсу. Военачальники халифа, Галиб и Саид, взяли Калаорру и укрепили её. Ещё один полководец, Тошиби Йахъя ибн Мухаммад, разбил войско королей Леона и Наварры. Это заставило Фернана Гонсалеса в этом же году заключить перемирие с халифом Кордовы, что позволило ему возвратить под свою власть Сан-Эстебан-де-Гормас. В 965 году между королевством Леон, королевством Наварра и графством Барселона с одной стороны и Кордовским халифатом с другой был подписан договор о мире, согласно которому все вышеперечисленные христианские государства обязывались выплачивать дань халифу.
Завершив войну с маврами, король Санчо I столкнулся с проблемами в своём собственном королевстве. Ещё в 962 году граф Португалии Гонсало I Мендес поднимал восстание против Санчо I Толстого, но затем заключил с королём мир.
В 964 году на побережье Галисии высадилось большое войско викингов. Не встречая серьёзного сопротивления, норманны беспрепятственно разграбили близлежащие области и разбили войско галисийцев, выступившее им навстречу. Только в 965 году местоблюстителю епископской кафедры Сантьяго-де-Компостелы святому Росендо удалось собрать местное ополчение, разбить викингов и заставить их покинуть Галисию. При этом галисийцы не получили никакой помощи от короля Санчо I, занятого войной с маврами.
Бездействие короля привело к падению авторитета королевской власти в глазах знати Галисии. Среди местных магнатов единственным до конца верным Санчо I графом остался Родриго Веласкес, но и он не сумел воспрепятствовать мятежу, который начался в Галисии и в Португалии летом 966 года. Возглавил мятежников граф Коимбры Гонсало Монис. Король Санчо I выступил против мятежников, которые при приближении королевского войска объявили о том, что готовы примириться с королём. Санчо I также выразил желание решить конфликт миром, принял у себя зачинщиков мятежа и объявил им о прощении. 16 ноября король и виднейшие галисийские сеньоры, среди которых были графы Гонсало Бермудес al-Armiger и Гонсало Монис, в Лобране подтвердили дарственную хартию, данную королём местному монастырю. Однако немного спустя граф Гонсало Монис, у которого Санчо I требовал гарантий выплат налогов из Галисии, отравил короля, угостив его при личной встрече отравленным яблоком. Чувствуя, что умирает, Санчо I повелел отвезти себя в Леон, но на 3-й день пути умер в Кастело-де-Мико. Новым королём был провозглашён 5-летний сын Санчо I Толстого, Рамиро III, под регентством сестры покойного короля, Эльвиры Рамирес.

### Период регентства
Уже в самом начале периода регентства королевство столкнулось с серьёзной угрозой. В 968 году на побережье Галисии, высадилось большое войско викингов во главе с Гундредом. Не получив военной помощи от короля, против норманнов выступил епископ Сантьяго-де-Компостелы Сиснанд II, однако возглавленное им галисийское ополчение потерпело поражение в сражении при Форнелосе, а сам епископ был убит. Попытка Эльвиры Рамирес направить против викингов святого Росендо, разбившего викингов в 965 году, к успеху не привела. Не встречая сопротивления, норманны в течение трёх лет разграбили 18 галисийских городов, в том числе и Сантьяго-де-Компостелу. Только в 971 году одному из графов удалось собрать новое войско и разбить викингов. Гундред погиб. Остатки его войска отплыли на юг, с намерением напасть на земли Кордовского халифата.
Одной из главных задач правления Эльвиры Рамирес было поддерживание мирных отношений с Кордовским халифатом, в последние годы правления короля Санчо I нанёсшего несколько поражений леонцам и их союзникам. В самом начале своего правления Эльвира направила посольство в Кордову, которое подтвердило мирный договор, заключённый Санчо I с халифом ал-Хакамом II. Ещё два посольства ко двору халифа были направлены в 971 и 973 годах.
Однако в это же время ал-Хакама II посещали и посольства вассалов короля Леона, которые при этом вели с халифом переговоры как представители правителей, независимых от Рамиро III. Среди таких были послы не только от врагов короля, графов Португалии и Галисии, но и от его сторонников, графов Монсона, Сальдании и Кастилии (будущий граф Гарсия Фернандес лично приезжал в Кордову). Все они старались заручиться поддержкой халифа на случай обострения их отношений с королевским двором. Пытаясь избежать открытого мятежа вассалов, Эльвира Рамирес раздавала им щедрые земельные и денежные подарки, истощая тем самым королевскую казну.
Ситуация изменилась в конце лета 974 года, когда в христианской Испании стало известно о тяжёлой болезни халифа ал-Хакама II и о том, что Кордовский халифат ведёт в своих африканских владениях войну с Фатимидами. Решив воспользоваться ситуацией, граф Кастилии Гарсия Фернандес, заручившись поддержкой Эльвиры Рамирес, разорвал мир с маврами, в сентябре этого года напал на их владения и разорил некоторые приграничные области. В апреле 975 года Гарсия Фернандес осадил хорошо укреплённую мусульманскую крепость Гормас, находящуюся вблизи принадлежавшего ему города Сан-Эстебан-де-Гормас. Против него ал-Хакамом II был направлен один из лучших военачальников халифата, Галиб аль-Насири, только что успешно завершивший войну в Ифрикии. Первое столкновение войск мавров и христиан не выявило победителя. Галиб отошёл за близлежащую реку, а граф Кастилии продолжил осаду. В лагерь христиан с подкреплениями прибыли Эльвира Рамирес и Рамиро III, король Наварры Санчо II Абарка, графы Мансона и Сальдании. Общая численность войска христиан, по свидетельству средневековых хроник, достигла 60 000 воинов. Мавры так же получили подкрепления. 18 июня войско христиан предприняло попытку штурма крепости Гормас, но было отбито, понеся тяжёлые потери. Одновременно Галиб аль-Насири ударил по лагерю христиан и нанёс им новое поражение. Потеряв значительную часть войска, христианские правители были вынуждены снять осаду, разделили войско и двинулись каждый в свои владения, но при отступлении они вновь были разбиты: Галиб нанёс при Ланге поражение графу Кастилии, а вали Сарагосы разбил короля Наварры. После этих поражений Рамиро III, ставший в 976 году совершеннолетним, принял на себя всю власть в королевстве.

### Правление Рамиро III
976 год прошёл без серьёзных столкновений с маврами, однако в 977 году свои походы против христиан начал один из выдающихся государственных деятелей и военачальников мусульманской Испании Мухаммад ибн Абу Амир, позднее принявший имя аль-Мансур. С этого времени война приняла очень неудачный для христиан характер. Уже в ходе своего первого похода аль-Мансур взял принадлежавшую королевству Леон Саламанку, а затем в трёх последовательных сражениях нанёс поражения правителям христианской Испании, разбив Рамиро III при Сан-Эстебан-де-Гормасе, графа Кастилии Гарсию Фернандеса вновь при Ланге, а короля Наварры Санчо II Абарку — при Эстеркуэле. Дойдя до границ Астурии, аль-Мансур возвратился в Кордову с богатой добычей и множеством пленных. В этом же году мавры совершили ещё одно нападение на владения Рамиро. Более мелкие вторжения в королевство Леон происходили почти каждый год.
В 981 году король Рамиро III принял у себя в столице мусульманского военачальника Галиба аль-Насири, недовольного отстранением аль-Мансуром от реальной власти халифа Хишама II и поднявшего мятеж против хаджиба. Соединившись с отрядами сторонников Галиба, леонское войско двинулось в поход на Кордову. Ему навстречу выступило войско мавров во главе с аль-Мансуром. Битва произошла 10 июля у Сан-Висенте (около Атьенсы). Первоначально перевес был на стороне войска союзников, но когда Галиб получил удар в голову и упал с коня, его сторонники решили, что он погиб и обратились в бегство. Вслед за ними, неся тяжёлые потери, отступило и войско Рамиро III. Галиб был найден. Его обезглавленное тело, для устрашения противников аль-Мансура, было выставлено на всеобщее обозрение в Кордове.
В качестве мести за поддержку королём Рамиро Галиба, аль-Мансур в том же году совершил большой поход в королевство Леон. Одна часть войска мавров под командованием Абдаллы аль-Хаджара захватила город Самору, за исключением её цитадели, убив 4 000 местных жителей. В это время сам аль-Мансур разбил соединённое войско Рамиро III, Санчо II Абарки и Гарсии Фернандеса при Руэде, заставив его отступить к Леону. По пути взяв и разрушив Симанкас, аль-Мансур подступил к столице Рамиро III. Несмотря на неоднократные приступы, маврам удалось захватить лишь некоторые кварталы хорошо укреплённого города, а начавшаяся зима заставила их снять осаду. Разрушив занятую ими часть города и разорив окрестности аль-Мансур возвратился в Кордову. Король Рамиро, видя разорение своего королевства и не имея возможности продолжать войну с аль-Мансуром, был вынужден заключить с маврами мир на условиях признания себя данником Кордовского халифата. Вслед за ним вассалом халифа признал себя и король Наварры. Войну с маврами продолжал только граф Кастилии Гарсия Фернандес.
Одновременно, ещё в самом начале своего самостоятельного правления Рамиро III предпринял безуспешную попытку возвратить под свой контроль Галисию и графство Португалию, которые во время регентства Эльвиры Рамирес фактически вышли из под контроля королевской власти. Недовольство правлением Рамиро здесь ещё больше усилилось после поражений, нанесённых королю аль-Мансуром и признания им себя вассалом Кордовского халифата. Среди португальской знати в конце 981 года возник заговор с целью свергнуть с престола Рамиро III и сделать новым королём воспитывавшегося в этих землях сына короля Ордоньо III, Бермудо. К лету 982 года мятеж охватил и Галисию, что позволило Бермудо 11 ноября короноваться в Сантьяго-де-Компостеле (под именем Бермудо II). Попытки сторонников Рамиро III, графа Родриго Веласкеса и епископа Сантьяго-де-Компостелы Пелайо, воспрепятствовать этому, завершились без результата. Власть короля Бермудо II признавалась в западных частях королевства, в то время как центральные и восточные районы страны продолжали считать своим королём Рамиро III. Оба соперника обратились за военной помощью к аль-Мансуру, но тот не поддержал ни Рамиро, ни Бермудо, считая для себя выгодным, чтобы его соперники ослабляли свои силы в междоусобной борьбе. Зимой 982—983 годов Рамиро собрал войско и выступил в поход против мятежников. Сражение произошло при Портилья-де-Аренас (около Монтерросо), однако в ней ни одна из сторон не смогла одержать решающую победу: Рамиро III возвратился в Леон, а Бермудо II укрепился в Галисии.
Перелом наступил в 984 году, когда аль-Мансур совершил новый поход в королевство Леон, во время которого разорил Самору и Сепульведу. Воспользовавшись ситуацией, Бермудо с помощью своих сторонников удалось войти в столицу королевства, город Леон, и окончательно утвердить здесь свою власть. Рамиро бежал в Асторгу, где укрылся в монастыре Сан-Мигель-де-Дестриана. К этому времени из его сторонников продолжали оставаться ему верными только родственники его матери и жены, граф Монсона Фернандо Ансурес и граф Сальдании Гомес Диас. Последняя хартия, датированная годами правления Рамиро III, выдана 1 мая 985 года. Рамиро скончался от болезни 26 июня этого года в монастыре Сан-Мигель-де-Дестриана и здесь же был похоронен.

### Правление Бермудо II
Вступив на трон королевства Леон, Бермудо II столкнулся с волнениями в восточной части своего королевства, организованными сторонниками бывшего короля Рамиро III. Новый король принял меры против мятежников: в ноябре 985 года он обвинил графа Сальдании Гомеса Диаса, организатора волнений, в присвоении церковного имущества, осудил его и заставил отказаться от графства в пользу сына, Гарсии Гомеса. Однако Бермудо II не удалось восстановить вассальную зависимость графа Кастилии от королевства Леон. Гарсия Фернандес, бывший союзник короля Рамиро III в борьбе с маврами, отказался приносить вассальную присягу Бермудо, и с этих пор графство Кастилия стало независимым владением.
Не имея в начале своего правления достаточной власти над всей территорией королевства, Бермудо II заключил договор о мире с хаджибом аль-Мансуром, признав себя данником Кордовского халифата в обмен на возвращение нескольких захваченных ранее маврами городов (в том числе Саморы) и право получить от мусульман военную помощь против своих врагов. Подобная помощь королю вскоре понадобилась, когда уже в 985 году против него восстали его бывшие союзники — графы Галисии. С помощью мавров Бермудо смог подавить мятеж и укрепить свою власть над другими областями королевства, однако по требованию аль-Мансура король должен был согласиться на размещение в различных городах своего королевства отрядов воинов-мусульман. Находившиеся в землях христиан мавры вели себя не как союзники, а как завоеватели, всячески притесняя местных жителей. Утвердив власть над королевством, Бермудо II неоднократно просил хаджиба отозвать своих воинов, так как его власти теперь ничего не угрожало, но аль-Мансур каждый раз отвечал отказом. В 986 году король Бермудо II, видя, что пребывание мавров в его владениях вызывает против него недовольство подданных, принял решение изгнать находившихся в королевстве Леон мавров: в один день по всему королевству все воины-мусульмане были схвачены, многие убиты, оставшиеся в живых высланы в приграничные земли халифата.
Узнав об изгнании мусульманских гарнизонов из королевства Леон, аль-Мансур объявил Бермудо II своим врагом и оказал денежную помощь галисийцам, а также графу Сальдании Гарсии Гомесу, в это самое время поднявшим новый мятеж против короля. Бермудо, выступив с войском в Галисию, разбил войско мятежников и разрушил все замки мятежных графов, но не смог заставить их признать его власть. Воспользовавшись отсутствием короля, в это же время граф Сальдании в сопровождении данного ему аль-Мансуром войска мавров взял и разграбил столицу королевства, город Леон.
Свой следующий удар аль-Мансур нанёс по графству Португалия: 29 июня 987 года мавры взяли Коимбру и разорили её так, что город 7 лет оставался незаселённым. Аль-Мансур опустошил все земли до реки Дуэро, не тронув только владения противников Бермудо II.
Король Бермудо II начал готовиться к войне с Кордовским халифатом, однако собранного им войска было недостаточно для решающего сражения. Поэтому король принял срочные меры по укреплению некоторых городов. Среди мер, принятых на случай вторжения мавров, было и перенесение останков всех королей Леона начиная с Альфонсо III Великого и членов их семей из усыпальниц в Леоне и Асторге в усыпальницу королей Астурии, расположенную в Овьедо.
В начале 988 года хаджиб совершил новый поход в королевство Леон. Заставив леонское войско отойти в горы, а Бермудо — укрыться в Саморе, аль-Мансур подступил к городу Леон, оборону которого король поручил графу Гонсало Гонсалесу. Несмотря на отчаянное сопротивление осаждённых, после 4-дневного штурма мавры ворвались в город. По приказу хаджиба город был сожжён, почти все его жители убиты (граф Гонсало Гонсалес погиб ещё во время осады). От Леона аль-Мансур двинулся к Саморе, из которой Бермудо тайно бежал в Луго. Зная о судьбе столицы королевства, жители Саморы без боя сдали город, однако по приказу хаджиба и этот город был полностью разрушен, а жители перебиты. Войско аль-Мансура разорило всю равнинную часть королевства Леон, в том числе уничтожив богатые монастыри Саагун и Сан-Педро-де-Эслонца. Под властью короля Бермудо II осталась только северо-западная часть королевства; временной столицей его владений стала Асторга. Поражения, нанесённые королю, вызвали новый мятеж нескольких леонских графов против Бермудо.
В 989 году, во время нового похода в Леон, аль-Мансур разрушил самый древний город королевства, Грахаль-де-Кампос. Сюда к нему прибыли противники короля Бермудо II, леонские графы во главе с графом Сальдании Гарсией Гомесом и графом Гонсало Бермудесом, которые признали себя вассалами Кордовского халифата. Поручив графу Гарсии управление той частью королевства Леон, которая была захвачена маврами, и оставив для его поддержки часть своего войска, аль-Мансур двинулся в Кастилию.
Следующие 5 лет внимание хаджиба было сосредоточено на войне с Кастилией, а также на решении внутренних проблем халифата, поэтому в этот период крупных вторжений в королевство Леон не было. Королевство, разорённое предыдущими походами мавров, было разделено на две части: северо-западную контролировал Бермудо II, центральную и восточную — граф Сальдании Гарсия Гомес, поскольку в начале 990 года близкий к графу Сальдании человек по имени Конансио распространил по всему королевству слух о смерти короля Бермудо. Так как тот в это время находился в отдалённых областях Галисии, слуху поверили. Опасаясь потерять контроль и над оставшейся частью своего королевства, Бермудо весной возвратился в Асторгу. Благодаря щедрым дарам ему удалось переманить на свою сторону бо́льшую часть мятежных графов. Дарения церквям города Леона, который находился ещё под контролем Гарсии Гомеса, и Сантьяго-де-Компостелы также укрепили влияние короля, а союз с графом Кастилии Гарсией Фернандесом, независимость которого он признал, позволил Бермудо II получить от графа достаточную военную силу, чтобы в конце 991 года вновь войти в столицу, город Леон, и восстановить свою власть почти над всей (кроме Португалии и части Галисии) территорией королевства. Союз с Кастилией был скреплён браком короля Бермудо II с Эльвирой, дочерью графа Гарсии Фернандеса. Этот брак вызвал новое восстание леонских графов, недовольных признанием независимости Кастилии, но оно было быстро подавлено королём при помощи кастильских войск. Бермудо II не преследовал мятежных графов, хотя некоторые из них ранее в этом году, совершив вместе с отрядом мавров нападение на замок Лу́на, разграбили хранившуюся здесь королевскую казну. Столь мягкое отношение к мятежникам позволило ему вскоре примириться почти со всеми из них, в том числе и с графом Гарсией Гомесом.
В 994 году аль-Мансур возобновил свои походы на королевство Леон: в этом году мавры разорили Авилу, разрушили крепости Арболио, Лу́на, Гордо́н, Альба и разграбили окрестности Леона. В следующем, 995 году, мавры разорили Сальданию, разграбили Асторгу и снова опустошили окрестности столицы. Король Бермудо II был вынужден заключить с аль-Мансуром мир на условиях признания себя вассалом Кордовского халифата и выплаты ежегодной дани.
В начале 997 года, узнав о заговоре против аль-Мансура и мятеже наместника халифа в Северной Африке, король Бермудо II отказался от выплаты дани Кордовскому халифату. В ответ, после восстановления спокойствия в стране, аль-Мансур во главе большого войска выступил в поход на северо-западные области королевства Леон, ещё не затронутые вторжениями мавров. Соединив свои войска в Опорто, в сопровождении нескольких португальских графов — врагов Бермудо, он двинулся в Галисию. По пути разорив Визеу, Брагу, Эль-Бьерсо, Виго и Ирию, 10 или 11 августа мавры вошли в оставленную жителями Сантьяго-де-Компостелу. Город был предан полному разрушению. По приказу аль-Мансура была не тронута только сама гробница Святого Иакова, где остался для службы лишь один священник. Колокола с кафедрального собора города на плечах пленных христиан были перенесены в Месквиту, главную мечеть Кордовы, где из них сделали светильники. От Сантьяго-де-Компостелы отряды мавров совершали рейды по всей территории королевства Леон, во время которых разграбили Ла-Корунью и взяли откуп с не оказавшего никакого сопротивления города Леон. На обратном пути в войске мавров вспыхнула эпидемия, унёсшая жизни многих воинов. Это было воспринято христианами как месть святого Иакова за разграбление посвящённого ему города. Король Бермудо II, находившийся в это время в отдалённых районах Галисии, не принял никаких мер, чтобы помешать аль-Мансуру разрушить одну из святынь христианской Испании, а затем разорить его королевство. Бездействие короля вызвало сильное недовольство знати, что привело к быстрой потере Бермудо авторитета среди своих подданных.
Последние годы свой жизни король Бермудо II посвятил восстановлению разорённой аль-Мансуром Галисии и восстановлению Сантьяго-де-Компостелы. В конце лета 999 года он направился из Галисии в свою столицу Леон, но по дороге тяжело заболел подагрой, а в сентябре неожиданно скончался при переправе через реку Бьерсо, в местечке Вильянуэва-дель-Бьерсо. Преемником Бермудо II на престоле королевства Леон стал его 3-летний сын Альфонсо V, в малолетство которого в качестве регентов королевством управляли мать нового короля, Эльвира Гарсия, и граф Португалии Менендо II Гонсалес.

### Период регентства
На регентство также претендовал и дядя Альфонсо V, граф Кастилии Санчо Гарсия, но недовольная отделением Кастилии от Королевства Леон леонская знать воспрепятствовала его вхождению в регентский совет. Однако граф Кастилии смог оказывать влияние на управление Леоном через свою сестру, мать короля Эльвиру Гарсия, в результате чего при леонском королевском дворе сформировались две группы знати: прокастильская, во главе которой стояла мать короля, и антикастильская, во главе которой встал граф Португалии. Больший вес возымела антикастильская партия, и Альфонсо V был увезён графом Менендо Гонсалесом в его владения в Галисии и воспитан в его семье. Одним из первых действием Менендо Гонсалеса на посту регента стало заселение разрушенной маврами Саморы.

Пиренейский полуостров в 1000 году.

С самого начала регенты столкнулись с опасностью новых разорительных походов мавров во главе с аль-Мансуром. При дворе короля Леона перевес взяла группа знати, настаивавшая на продолжении войны с мусульманами. В 1000 году между королевством Леон, королевством Наварра и графством Кастилия был заключён союз против мавров, однако в этом же году войско союзников потерпело тяжёлое поражение от аль-Мансура в битве при Сервере, в которой погиб король Наварры Гарсия II Санчес. После этого в течение двух лет аль-Мансур совершил несколько походов в Кастилию и Наварру. Его смерть 10 августа 1002 года, последовавшая после победы объединённого войска христиан в битве при Калатаньясоре, не приостановила наступление мавров на христианские государства севера Пиренейского полуострова и в конце года сын и преемник аль-Мансура, хаджиб Абд аль-Малик аль-Музаффар совершил поход в Леон. После этого похода регенты Леонского королевства приняли решение заключить мир с Кордовским халифатом, и в феврале 1003 года в Кордове Пелайо, внебрачный сын короля Бермудо II, подтвердил условия мирного договора между Леоном и Кордовским халифатом.
На правах союзника Абд аль-Малика аль-Музаффара леонское войско участвовало в 1003 году в походе в Барселонское графство, во время которого мавры сначала были разбиты графом Барселоны Рамоном Боррелем I и другими каталонскими владетелями в битве при Торе, а затем 25 февраля нанесли войску каталонцев поражение в битве при Альбесе.
В 1004 году между графом Португалии Менендо II Гонсалесом и графом Кастилии Санчо Гарсией возник новый конфликт по вопросу регентства над королём Альфонсо V. За посредничеством оба претендента обратились к Абд аль-Малику аль-Музаффару, который признал своего союзника Менендо Гонсалеса, лично явившегося в Кордову, законным опекуном малолетнего короля Леона. Против отказавшегося подчиниться этому решению графа Кастилии Абд аль-Малик и граф Менендо совершили совместный поход.
Однако в 1005 году между Леоном и Кордовским халифатом вновь началась война. Хаджиб аль-Музаффар совершил поход в горные районы Леона и взял крепость Лу́на, а его полководец Вадих вновь разорил Самору. Граф Кастилии Санчо Гарсия заключил в 1006 году мир с Кордовским халифатом и сопровождал аль-Музаффара в походе в графство Рибагорса. Навстречу маврам выступило соединённое войско Рибагорсы, Леона и Наварры, однако союзники не смогли помешать мусульманам завоевать бо́льшую часть графства Рибагорса.
В 1007 году граф Кастилии вновь разорвал мир с маврами, вместе с войсками из Леона и Наварры вторгся на территорию Кордовского халифата и захватил крепость Клунию. Только смерть в 1008 году Абд аль-Малика аль-Музаффара и начавшийся вскоре после этого кризис в Кордовском халифате прекратили регулярные нападения мавров на христианские государства Пиренейского полуострова и позволили христианам самим перейти в наступление на владения мусульман.

### Правление Альфонсо V
В 1007 году Альфонсо V достиг совершеннолетия и начал самостоятельно править королевством. Его мать, Эльвира Гарсия, ушла в монастырь. Граф Менендо II Гонсалес уехал в свои владения в Португалии, но перед отъездом добился от Альфонсо V согласия вступить в брак со своей дочерью Эльвирой. Так как та ещё не достигла брачного возраста, было принято решение отложить бракосочетание до её совершеннолетия и только в 1015 году Эльвира Менендес де Меланда стала законной супругой короля Леона. Сам граф Менендо II погиб 6 октября 1008 года в бою с норманнами у города Авенозо. Его преемник, граф Нуньо I Альвитес, уже не оказывал на короля Альфонсо V никакого влияния.
С самого начала единовластного правления Альфонсо V начали обостряться отношения между королевством Леон и графством Кастилия. Граф Санчо Гарсия, желавший увеличить свои владения как за счёт Кордовского халифата, так и за счёт Леона, ещё до гибели графа Менендо II Гонсалеса захватил леонские земли между реками Сеа и Писуэрга, власть над которыми всегда оспаривалась Леоном и Кастилией. Король Альфонсо V, занятый восстановлением своего королевства, не смог помешать присоединению этих областей к Кастилии. В дальнейшем граф Санчо несколько раз пытался организовать мятежи своих сторонников в Леоне, чтобы добиться от Альфонсо V ещё бо́льших уступок, но успеха эти действия не имели.
Сразу же после известия о гибели графа Менендо Гонсалеса, против Альфонсо V поднял мятеж один из его вассалов, граф Сальдании Гарсия Гомес. В 1008 году он приехал в Кордову, чтобы просить военной помощи против короля Леона у нового хаджиба, своего дальнего родственника Абд ар-Рахмана Санчуэло, получил её, зимой 1009 года выступил с войском мавров в поход на Леон, но из-за сильных холодов был вынужден возвратиться, так и не начав военные действия. Дальнейшей войне с Альфонсом V Гарсии Гомесу помешала начавшаяся в этом же году гражданская война в Кордовском халифате. Граф Сальдании примирился с королём Леона и принял активное участие в этой войне: в 1009 году во главе отряда леонцев он как союзник халифа Сулеймана и графа Кастилии Санчо Гарсии участвовал во взятии и разграблении Кордовы.
В 1014 году произошёл окончательный разрыв между королём Альфонсо V и графом Санчо Гарсией, связанный с начавшимися в Кастилии преследованиями сторонников леонского короля. Множество кастильских дворян бежало ко двору короля Леона. Среди этих беженцев была и семья Вела, уже 80 лет конфликтовавшая с графской семьёй Кастилии из-за обладания графством Алава.
В 1015—1016 годах состоялось очередное нападение норманнов на Галисию. Войско викингов во главе с конунгом Олофом Толстым беспрепятственно разорило Галисию и Португалию, разграбило Туй и другие города. Только через 9 месяцев королю Альфонсо V удалось изгнать норманнов из пределов своего королевства.
К 1017 году относится одно из главных событий правления Альфонсо V — издание «Фуэро Леона». Ещё ранее этой даты король начал повторное заселение столицы королевства, города Леон, почти полностью разрушенного в результате походов аль-Мансура в конце X века.
Когда 5 февраля 1017 года умер граф Санчо Гарсия и новым правителем Кастилии стал его несовершеннолетний сын Гарсия Санчес, король Леона Альфонсо V уже в марте организовал поход против Кастилии и возвратил все земли, захваченные ранее графом Санчо. Правителем этих земель был поставлен граф Педро Фернандес Лайнес-о-Флагинес, ранее отличившийся в борьбе с про-кастильскими мятежниками. К этому периоду времени относится единственное в истории королевства Леон употребление его монархом титула «король Леона и Кастилии» и восстановление в титулатуре Альфонсо титула «Император всей Испании» (лат. Imperator totius Hispaniae), которым наделяет его в своих письмах к нему аббат монастыря Санта-Мария-де-Риполь Олиба.
Однако неожиданно для себя король Альфонсо V столкнулся с новым противником, королём Наварры Санчо III, объявившим себя опекуном своего родственника, графа Гарсии Санчеса. К 1020 году королю Наварры удалось вновь отвоевать у Альфонсо V область между Сеа и Писуэргой, а к 1022 году захватить и некоторые другие земли королевства Леон. 2 декабря 1022 года скончалась жена короля Альфонсо V, Эльвира Менендес, и король Леона предложил Санчо III заключить мир через бракосочетание Альфонсо V с сестрой короля Наварры, Урракой Гарсес. Несмотря на то, что брак нарушал церковные законы, запрещавшие браки между близкими родственниками (Альфонсо и Уррака были двоюродными братом и сестрой), в 1023 году состоялась церемония их бракосочетания. Между Леоном и Наваррой был заключён мир. Земли, завоёванные королём Санчо III, были возвращены Леону как приданое Урраки Гарсес.
Летом 1028 года король Альфонсо V организовал поход в охваченный междоусобной войной Кордовский халифат. Леонское войско осадило город Визеу. 7 августа, из-за сильной жары не облачившись в доспехи, король, объезжая свои войска, был убит стрелой, выпущенной с одной из башен города. После гибели Альфонсо V войско христиан сняло осаду и возвратилось в Леон. Преемником короля Альфонса V стал его 10-летний сын Бермудо III.

### Правление Бермудо III

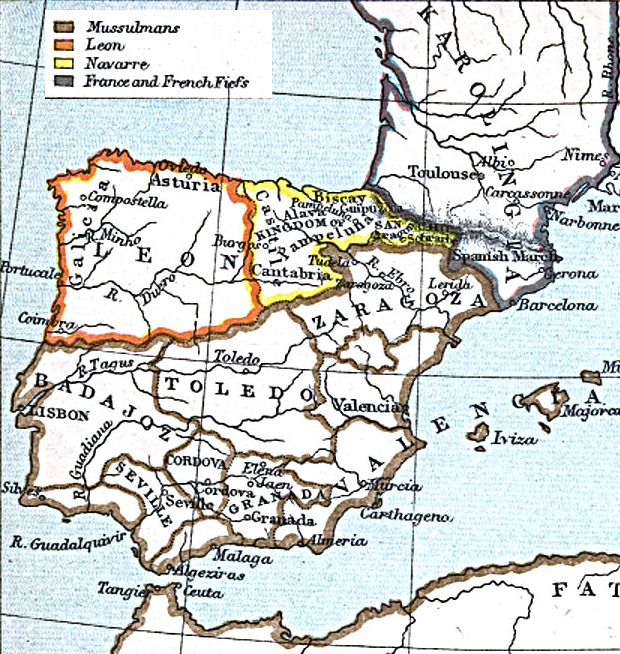
Королевство Леон в 1030 году

При дворе малолетнего короля Леона существовали две группы приближённых, боровшиеся между собой за влияние на Бермудо III и за управление от его именем государством, хотя официально регентский совет не был образован. Одна группа, возглавляемая королевой Урракой (мачеха короля и дочь короля Наварры Гарсии II Санчеса), была за тесные взаимоотношения с сильнейшим на тот момент христианским государем Пиренейского полуострова, королём Санчо III Наваррским, и за союз с графством Кастилией, покровителем которого тот был. Другая группа придворных, возглавляемая графами Вела, стояла за ограничение наваррского и кастильского влияния и за возвращение Кастилии в состав королевства Леон.
В первый год правления Бермудо III при королевском дворе получила перевес пронаваррская группа знати. По её совету король Бермудо III объявил в начале 1029 года о намерении упрочить мир с графом Кастилии Гарсией Санчесом, выдав за него замуж свою сестру Санчу Леонскую. Граф Кастилии с одобрения короля Санчо III дал согласие на этот брак. В мае этого же года Гарсия Санчес вместе с королём Наварры направились в Леон, где должна была состояться церемония бракосочетания. Приехав в Саагун, Санчо III прервал поездку, чтобы поклониться находившимся здесь святыням, в то время как граф Кастилии прибыл в столицу королевства Леон.
К моменту приезда графа Гарсии Санчеса в столицу королевства Леон, здесь сложился антикастильский заговор, во главе которого встали три брата из семьи Вела: Родриго, Диего и Иньиго. Они намеревались убить графа Кастилии за оскорбление, нанесённое их отцу отцом нынешнего кастильского графа, и отомстить за потерю их семьёй графства Алава, отобранного у их предка в первой половине X века графом Фернаном Гонсалесом. 13 мая, в день бракосочетания, братья Вела с группой единомышленников проникли в город и убили графа. Нападение было столь внезапным, что братьям Вела во время возникшего среди присутствовавших замешательства удалось покинуть город и укрыться в замке Монсон (современный Монсон-де-Кампос). Узнав о случившемся, король Санчо III, всё ещё находившийся в Саагуне, собрал войско и осадил Монсон. Несмотря на сопротивление осаждённых, крепость была взята и все её защитники казнены. Пленённых братьев Вела по приказу короля Наварры сожгли заживо. После гибели бездетного графа Гарсии Санчеса права на престол Кастилии перешли к жене короля Наварры Муниадонне Санчес (Майор), старшей сестре убитого графа Гарсии. Она официально считалась графиней Кастилии, но фактически управлял графством сам Санчо III.

Пиренейский полуостров в 1031 году.

Летом 1032 года в королевстве Леон взяла верх антинаваррская группа знати, которая отстранила от власти королеву Урраку Гарсес и объявила короля Бермудо III совершеннолетним. В ответ король Санчо III как правитель Кастилии предъявил свои права на спорные с королевством Леон земли между реками Сеа и Писуэрга, возвращённые Леону королём Альфонсо V. Король Наварры с войском вторгся во владения Бермудо и присоединил эти области обратно к Кастилии. В своих документах король Наварры стал использовать титул «король Леона». Одновременно Санчо III предложил королю Леона заключить мир, который должен был быть скреплён браком сына короля Наварры, Фернандо Санчеса, с сестрой Бермудо III, Санчей, бывшей невестой убитого графа Гарсии Санчеса. Король Леона дал на это своё согласие и в конце 1032 года состоялось бракосочетание Фернандо и Санчи Альфонсес. Также был заключён и мир между Бермудо III и Санчо III, главными условиями которого были согласие короля Леона на то, чтобы Фернандо Санчес был провозглашён графом Кастилии, и отказ Бермудо от любых притязаний на территорию Кастилии.
Однако в 1033 году по неизвестным причинам король Наварры вошёл с войском во владения короля Бермудо III. В январе 1034 года под контроль короля Санчо III перешёл город Леон, летом наваррское войско овладело Асторгой. Власть короля Наварры распространилась на бо́льшую часть королевства Леон..
В это время Бермудо III находился в Галисии и Астурии — в единственных районах страны, оставшихся под его властью — и боролся здесь с многочисленными мятежниками. Соединившись с графом Родриго Романисом и предводителем отряда норманнов Олафом, он одержал победу над войском басков, состоявших на службе у Санчо III, и разбил союзника короля Наварры, галисийского графа Сиснандо Галиариса. Здесь же в Галисии Бермудо III схватил и заключил в тюрьму сторонника короля Наварры, епископа Сантьяго-де-Компостелы Виструарио (тот умер в тюрьме), взял в марте 1034 года крепость Санта-Мария, а в Вальакесаре схватил некоего Кимеиа, объявившего себя претендентом на престол Леона.
К концу 1034 года произошло примирение королей Бермудо III и Санчо III. Хотя король Наварры продолжал контролировать бо́льшую часть королевства Леон, между монархами было достигнуто соглашение о браке короля Бермудо с дочерью Санчо III Хименой Гарсес. В феврале 1035 года Бермудо III беспрепятственно прибыл в свою столицу. Санчо III ещё ранее покинул Леон и возвратился в Кастилию. Несмотря на то, что король Леона изгнал из города всех сторонников короля Наварры, 17 февраля состоялось его бракосочетание с Хименой.
В течение следующих месяцев Бермудо III постепенно восстановил свою власть почти над всей территорией королевства Леон, а смерть короля Санчо III в октябре 1035 года и раздел его королевства между его сыновьями позволили Бермудо утвердить свою власть и над оставшимися областями. Только земли между Сеа и Писуэргой остались под контролем графа Кастилии, Санчо III Фернандо. Отношения между ним и королём Бермудо III продолжали оставаться напряжёнными, в основном из-за желания короля Леона вернуть себе потерянные земли. Наличие военной угрозы со стороны Леона заставило Фернандо принять меры для получения ещё большей поддержки со стороны знати Кастилии. Желая опереться на антилеонские настроения, распространённые среди кастильского дворянства, он 1 июля 1037 года принял титул «король Кастилии», а в своих хартиях стал употреблять формулировки, говорившие о его притязаниях на власть сюзерена по отношению к королевству Леон. Таким образом война между двумя государствами стала неизбежной.
Ещё в первой половине года король Бермудо III начал активную подготовку к войне, а в конце лета с войском выступил в поход на Кастилию, намереваясь отвоевать земли между реками Сеа и Писуэрга. Узнав о вторжении, Фернандо I обратился за военной помощью к своему брату, королю Наварры Гарсии III, и сумел соединить свои войска с войсками брата до того, как войско Бермудо III успело далеко углубиться на территорию Кастилии.
4 сентября 1037 года войска противников встретились в битве при Тамаро́не. В разгар битвы Бермудо III бросился в самую гущу сражающихся, чтобы убить короля Фернандо I, но сам погиб в схватке. Одни хронисты пишут, что он был убит самим королём Кастилии, другие — что после падения с коня король Леона был убит семью кастильскими пехотинцами. После гибели своего короля леонское войско обратилось в бегство. Победа осталась за королями Фернандо I Кастильским и Гарсией III Наваррским.
Поскольку Бермудо III не имел наследников мужского пола, то его наследницей была объявлена сестра Санча Леонская, бывшая к тому моменту женой Фернандо I, который на правах мужа провозгласил себя королём Кастилии и Леона.

### Правление Фернандо I Великого
Объединив северную Иберию (Пиренейский полуостров), Фернандо в 1039 году объявил себя императором Испании. Использование титула было негативно встречено императором Священной Римской империи Генрихом III и римским папой Виктором II и расценено в 1055 году как требование к главенству в христианском мире и как узурпация прав Священной Римской империи. Одновременно, чтобы привлечь на свою сторону леонцев, Фердинанд в 1050 году созвал в Каянсе собор, на котором подтвердил неприкосновенность их прежних прав.
Правление Фернандо было временем быстрого роста объединённого государства, что вызвало зависть его братьев. В 1054 году Гарсия Наваррский, который был недоволен, что ему досталась меньшая часть владений отца, напал на Кастилию, но в сражении при Атапуэрке погиб. Фердинанд захватил часть наваррских земель на правом берегу реки Эбро. Остальные земли при поддержке Фернандо достались сыну Гарсии Санчо IV.
После победы над Наваррой Фернандо начал войны с маврами. В 1057—1058 годах Фердинанд захватил ряд областей на севере современной Португалии, перешёл Дуэро, взял Ламегу, Виесу и соседние крепости. На соборе 1060 года он заручился согласием вельмож на продолжение войны и направил войско к Алькале, но эмир Толедо прислал богатые дары и попросил мира. На следующий год Фердинанд переправился через Тахо и подошёл к Севилье. Арабы попросили мира. Причем эмир отдал Фердинанду мощи святого Исидора и святого Винцента, которые были перезахоронены в специально построенной церкви в Леоне. Эти реликвии привлекли в будущем большое количество крестоносцев. Также Фердинанду подчинились эмиры Бадахоса и Сарагосы, которые стали его вассалами.
В начале 1063 года другой брат Фернандо, король Арагона Рамиро I, предпринял поход против Сарагосы и осадил крепость Граус, около Барбастро. Правитель Сарагосы аль-Муктадир, плативший к тому моменту Фернандо дань, обратился за помощью к королю Кастилии и Леона. Этот арабский правитель ожидал, что сюзерен окажет ему вооружённую поддержку. Фернандо не оставалось ничего иного, как начать войну против собственного брата, в ходе которой Рамиро погиб. Последним военным успехом Фернандо было взятие Коимбры после шестимесячной осады в 1064 году.
Фернандо умер в 1065 году в Леоне. Перед смертью Фернандо снова разделил разросшееся королевство между своими детьми: Санчо получил Кастилию; Альфонсо получил Леон и Астурию; Гарсия получил Галисию и Португалию. Две его дочери получили города: Эльвира получила Торо, а Уррака получила Самору. Давая им владения, он хотел, чтобы они соблюдали его завещание. Однако, после смерти матери в 1067 году начались ссоры между братьями. Старший сын Санчо считал, что он заслужил большую часть отцовских владений, и поэтому стремился захватить земли, доставшиеся его родным братьям и сестрам.

### Правление Альфонсо VI Храброго
В 1068 году началась война между королём Альфонсо и его старшим братом королём Кастилии Санчо II; последний разбил брата при Льянтаде, после чего они помирились, а в 1071 году даже объединившись напали на своего брата, короля Галисии Гарсию, поделив его королевство. Гарсия бежал к правителю Севильи, аль-Мутамиду.
В 1072 году Санчо и Альфонсо VI вновь поссорились. Санчо при помощи Сида Кампеадора в сражении при Гальпехаре снова победил Альфонсо. Тот попал в плен, и брат заточил его в один из своих замков. Санчо короновался короной Леона и стал таким образом владельцем большей части земель отца (кроме владений сестер). Эльвира, владевшая Торо, признала сюзеренитет брата.
Благодаря помощи сестры Урраки Альфонсо VI бежал в Толедо к эмиру Мамуну. Санчо двинул войска к Саморе, где укрылась Уррака. После длительной осады жители Саморы опасались её падения. Под видом перебежчика в лагерь Санчо из города пришёл Велидо Альфонсо, который 7 октября 1072 года убил Санчо.
После смерти Санчо Гарсия вновь стал королём Галисии, а Альфонсо VI наследовал земли старшего брата. Часть кастильцев считали Альфонсо виновным в смерти Санчо, и поэтому тот для того чтобы стать королём Кастилии принес клятву, что не замешан в этом. Таким образом, королевства Леон и Кастилия были объединены под единым скипетром второй раз.
Однако Альфонсо не удовлетворился этим. В 1073 году он обманом захватил Гарсию и сослал того в замок Луна, где последний пребывал заключённым до смерти, произошедшей семнадцать лет спустя. Таким образом, Альфонсо овладел всем отцовским государством: Кастилией, Леоном и Галисией.
Воспользовавшись тем, что эмир Севильи аль-Мутамид помогал Гарсии, Альфонсо начал против него войну. Эмиру удалось отвратить нашествие христиан только обещанием выплачивать большую дань. В 1082 году, обвинив мусульман в задержке дани, Альфонсо подступил к Севилье и три дня осаждал её.
Вскоре после этого толедцы изгнали из города своего эмира аль-Кадира. В 1084 году Альфонсо вернул ему Толедо, потребовав за это увеличения дани и передачи некоторых крепостей. В следующем году, собрав большое войско, Альфонсо во второй раз подступил к Толедо. После недолгой осады аль-Кадир согласился капитулировать. 25 мая 1085 года Альфонсо торжественно въехал в древнюю столицу вестготского королевства.
Напуганные успехами Альфонсо, иберийские эмиры призвали на помощь вождя африканских альморавидов Юсуфа. В октябре 1086 года в сражении у Заллаки он нанес Альфонсо тяжелое поражение. Христиане понесли огромные потери. В 1090 году альморавиды вынудили кастильцев уйти из Аледо.
В 1108 году сын Юсуфа Али разгромил кастильцев в битве при Уклесе. В этой битве пал Санчо, единственный сын Альфонсо. Потеря эта так потрясла старика, что он заболел и вскоре умер в Толедо. Перед смертью он сделал своей преемницей на троне Кастилии и Леона свою дочь, Урраку. Однако не желая, чтобы в руках женщины оказалась единоличная власть, умирающий король и кастильская знать настояли на том, чтобы Уррака вышла замуж за своего троюродного брата — короля Арагона и Наварры Альфонсо I Воителя.

### Правление Урраки
Выполняя волю отца, новая королева отвезла останки покойного в Леон, а 1 октября того же года приехала в Бургос, где вышла замуж за Альфонсо I Воителя. Супруги заключили брачный договор, согласно которому их объединённые владения должен унаследовать их будущий сын. Этот договор лишал права наследования Альфонсо, сына Урраки от предыдущего мужа Раймунда Бургундского — воина её отца, назначенного последним графом Галисии и Коимбры в 1092 году. Этот договор вызвал недовольство у знати Галисии, последовало восстание. Вожди восстания Педро Фройлас, граф Трава, и Диего Хельмирес, епископ Компостельский, объявили себя защитниками прав инфанта. Они потерпели военное поражение от арагонского короля, но не смирились, и в 1111 году Хельмирес в своей метрополии Сантьяго-де-Компостела короновал инфанта Альфонсо (с согласия Урраки) как короля Галисии.
Кроме того, в 1110 году папа римский Пасхалий II под угрозой отлучения от церкви расторг брак Урраки и Альфонсо из-за близкого родства — оба супруга были правнуками Санчо III Наваррского. Тем не менее Альфонсо претендовал на власть в Кастилии, внедряя в Кастилию на видные посты своих людей, что вызвало недовольство местной знати и новые столкновения.
В начале 1126 года Уррака в сопровождении дочери Санчи прибыла в Салданью, где здоровье её ухудшилось, и 8 марта в возрасте сорока пяти лет умерла.

### Правление Альфонсо VII Императора
9 марта 1126 года, через день после смерти матери, Альфонсо VII, бывший уже королём Галисии, прибыл в Леон, где в возрасте 19 лет в церкви Санта-Мария был провозглашён королём Леона. После коронации его задачей стало восстановление реальной власти над Кастилией, которую контролировал Альфонсо I Воитель. Войска обоих королей сошлись в долине Тамара, но сражения не произошло, и в июне 1127 года между Кастилией и Арагоном был заключён Тамарский мирный договор, фиксировавший границы этих государств.
После этого Альфонсо VII двинулся в Португалию, чтобы принудить к повиновению тётку по матери — Терезу Леонскую, графиню Португальскую. Разбив её войска, он принудил её признать его сеньором в 1128 году. Впрочем, в том же году она потеряла власть, потерпев поражение при Сан-Мамеде близ Гимарайнша от собственного сына Афонсу Энрикеша, который в свою очередь вторгся в Галисию в 1130 году, отчего конфликт возобновился.
В 1128 году Альфонсо женился на Беренгеле, дочери графа Барселоны Рамона Беренгера III, а в 1130 году сместил с должностей епископов Леона, Саламанки и Овьедо, недовольных этим браком. Это вызвало мятеж знати во главе с Педро Гонсалесом де Лара в Паленсии, подавленный королём.
В 1134 году Альфонсо I Воитель умер, не оставив потомства. Альфонсо VII тут же выставил притязания на престолы Арагона и Наварры как праправнук Санчо III Наваррского. Однако арагонская знать выступила на стороне брата покойного короля — Рамиро, вошедшего в историю как Рамиро II Монах, а наваррцы выдвинули кандидатуру Гарсии Рамиреса, ставшего королём Наварры Гарсией IV. Таким образом, Альфонсо VII не получил больше корон, но захватил обширные территории до реки Эбро, в том числе Сарагосу, которую передал Гарсии Наваррскому в обмен на вассальную присягу.
26 мая 1135 года, чтобы подкрепить претензию на положение сильнейшего монарха Испании, Альфонсо VII короновался в Леонском соборе как император всей Испании. Коронацию провёл легат папы Иннокентия II, на ней присутствовали и принесли оммаж новому императору его шурин граф Барселоны Рамон Беренгер IV (граф Барселоны), его кузен король Наварры Гарсия IV, граф Тулузы Альфонс I Иордан, ряд сеньоров Южной Франции, граф Урхеля Арменголь VI и даже несколько арабских эмиров, в том числе «король» Сафадола (Саиф ад-Даула), он же Бени-Худ аль-Мустансир, властитель Руэды. Ни Афонсу Энрикеш, граф Португалии, ни король Арагона Рамиро II не явились. Португалец окончательно признал себя императорским вассалом только в 1143 году по соглашению в Саморе, уже как король Португалии Афонсу I, после чего и тот признал за ним королевское достоинство (вассал императора мог быть королём).
С 1139 года Альфонсо VII начал борьбу с альморавидами Южной Испании, устраивая грабительские походы и подстрекая союзных арабских вождей, таких как эмир Валенсии и Мурсии Сафадола и ибн Марданиш. В 1139 году он взял крепость Кольменар-де-Ореха, откуда мавры могли угрожать Толедо, в 1142 году — Корию, в 1144 году — Хаэн и Кордову, хотя долго удерживать последние не мог.
В 1146 году в Испанию вторглись Альмохады, призванные на помощь Альморавидами. Альфонсо VII заключил против них союз с Рамоном Беренгером IV, к тому времени уже регентом Арагона от имени жены, с королём Наварры Гарсией IV, а также некоторыми арабскими князьями, прежде всего родом Бану Гания. При помощи генуэзцев, пизанцев и графа Барселонского ему удалось в 1147 году взять Альмерию. Впрочем, в 1157 году Альмохады сумели вернуть себе этот город.
Перед смертью в 1157 году Альфонсо VII в очередной раз разделил владения между сыновьями, оставив королевство Кастилию старшему Санчо, а королевства Леон и Галисию — Фернандо.

### Правление Фернандо II
После смерти отца между братьями произошла распря. В 1158 году два брата встретились в Саагуне и миром решили вопросы наследия. Однако Санчо умер в том же году, оставив наследником своего малолетнего сына Альфонсо VIII. Тогда Фернандо оккупировал часть территории районов Кастилии, которые удерживал до 1164 года, когда в ходе переговоров с фамилией Лара, представлявшей Альфонсо VIII, была достигнута договорённость о совместных действиях против Альморавидов, которым принадлежала большая часть юга Испании.
В ходе Реконкисты Фердинанд захватил Альбуркерке и Алькантару. Тогда же король нанёс поражение португальскому королю Афонсу I, который в 1163 году занял Саламанку в отместку за заселение области по распоряжению короля Леона. В 1165 году Фернандо женился на Урраке, дочери Афонсу, тем не менее борьба с Португалией после этого не прекратилась. В 1168 году Афонсу, недовольный заселением Сьюдад-Родриго, напал на Галисию. Однако когда Афонсу осаждал мусульманскую цитадель Бадахос, Фернандо сначала изгнал португальцев из Галиисии, а затем направил свою армию к этому городу. Афонсу пытался бежать, однако при падении с коня сломал ногу и попал в плен. В следующем году в Понтеведре между правителями Португалии и Леона был заключён мир, по которому Афонсу признавал утрату своих завоеваний в Галисии. Когда через несколько лет арабы осадили португальский город Сантарен, Фернандо пришёл на помощь тестю и освободил город от осады.
В 1170 году Фернандо создал военно-религиозный Орден Сантьяго-де-Компостела, задачей которого была поставлена защита паломников во время их путешествия к могиле апостола Иакова в соборе Компостела.
В 1175 году папа Александр III принял решение, что Фернандо II и Уррака Португальская являются слишком близкими родственниками и заставил их развестись. Тогда король женился на Терезе Нуньес де Ларе, дочери графа Нуно де Лары.
В 1178 году началась новая война с Кастилией. Фернандо захватил Кастрохерис и Дуэньяс. Военные действия закончились после заключения в 1180 году в Тордесильясе мирного договора. В том же году во время родов умерла вторая жена Фернандо.
В 1184 году после ряда неудачных попыток альмохадский халиф Абу Якуб Юсуф вновь вторгся в Португалию с армией, набранной в Северной Африке, и в мае осадил Афонсу I в Сантареме. Португальцам помогли войска, присланные архиепископом Сантьяго де Компостела в июне и Фернандо II в июле.
Фернандо II умер в 1188 году в Бенавенте, Самора, во время возвращения из паломничества в Сантьяго-де-Компостела. Его наследником стал его первенец Альфонсо IX.

### Правление Альфонсо IX
Став правителем Леона, Альфонсо IX принял активное участие в Реконкисте. Одним из наиболее важных событий его правления был созыв в 1188 году Кортесов Леона — одного из первых европейских парламентов. Пойти короля на этот шаг вынудили сложная экономическая ситуация в начале его царствования и необходимость увеличения налогов: было необходимо поднять налоги на обездоленные классы, которые протестовали. Тогда Альфонсо созвал ассамблею дворян, духовенства и представителей городов, которые потребовали компенсаций и контроля за расходами короны.
После того, как король Кастилии Альфонсо VIII был разбит в 1195 году в битве при Аларкосе, Альфонсо IX при помощи мусульман вторгся в Кастилию. В 1197 году Альфонсо IX женился на дочере кастильского короля, своей кузине Беренгарии Кастильской для укрепления мира между Леоном и Кастилией.
Так как супруги находились в близком родстве, на короля и королевство папой Целестином III был наложен интердикт, а брак был аннулирован. В дальнейшем папа изменил своё решение, оставив только одного Альфонсо отлучённым от Церкви, что, впрочем, не сильно беспокоило короля, имевшего поддержку собственного духовенства.
В 1212 году Альфонсо основал университет в Саламанке, старейший в Испании.
После смерти в 1217 году короля Кастилии Энрике I, не оставившего законнорождённых детей, Кастилию унаследовала бывшая жена Альфонсо, Беренгария, передавшая королевство под управление их общего сына Фернандо.
Альфонсо IX также предъявил на Кастилию свои права, желая присоединить Кастилию к своим владениям. Однако армия Альфонсо была разбита под Бургосом. А 26 августа 1218 года Фернандо и Альфонсо заключили мирный договор в Торо, в котором также договорились об объединении своих сил против мавров.

### Вхождение в Кастильскую корону
В конце своей жизни король Леона отправился в Сантьяго-де-Компостелу посетить мощи Святого Иакова, которого очень почитал. По дороге почувствовал себя плохо и остановился в Вильянуэва-де-Саррии, где и умер 23 или 24 сентября 1230 года. Согласно своему завещанию, Альфонсо IX оставил своё королевство двум дочерям от первого брака — Санче и Дульсе, однако Фернандо это завещание оспорил, сославшись на принятые в Леоне законы о престолонаследии, согласно которым при наследовании отдавалось предпочтение мужскому потомству. В итоге Фернандо удалось урегулировать спор со своими единокровными сёстрами: он выделил им значительные денежные компенсации, а сёстры отказались от прав на Леон. В результате Фернандо был признан королём Леона и Галисии, вновь объединив их с Кастилией. Образованное единое королевство Кастилия и Леон больше никогда не разделялось. Последующие короли Кастилии продолжали именоваться также королями Леона и включать льва в символику своего знамени.
В объединённом Испанском королевстве Леон получил скромный статус генерального капитанства.
Современная провинция Леон основана в 1833 году.